# Astrorhizinella
Astrorhizinella es un género de foraminífero bentónico considerado un sinónimo posterior de Astrorhiza de la subfamilia Astrorhizinae, de la familia Astrorhizidae, de la superfamilia Astrorhizoidea, del suborden Astrorhizina y del orden Astrorhizida. Su especie-tipo era Astrorhizinella planata. Su rango cronoestratigráfico abarcaba el Holoceno.

## Discusión
Clasificaciones previas incluían Astrorhizinella en el suborden Textulariina y en el orden Textulariida

## Clasificación
Astrorhizinella incluía a las siguientes especies:
- Astrorhizinella granulosa, aceptado como Astrorhiza granulosa
- Astrorhizinella planata, aceptado como Psammina planata